# Перренатна киселина
Перренатна киселина је неорганска киселина опште формуле 2 при чему је оксидациони број ренијума +7.

## Добијање
Добија се у реакцији ренијум(VII) оксида са водом:

## Својства
То је чврста кристална супстанца, тамноцрвене боје. Раствор киселине у води је безбојан. У том раствору киселина је веома дисосована. Уколико се раствор испарава, на крају ће заостати одговарајући ренијумов оксид, а да се у међувремену не награди безводна киселина.